# Narathura intaca
Narathura intaca är en fjärilsart som beskrevs av Corbet 1941. Narathura intaca ingår i släktet Narathura och familjen juvelvingar. Inga underarter finns listade i Catalogue of Life.